# Bellou-le-Trichard
Bellou-le-Trichard è un comune francese di 244 abitanti situato nel dipartimento dell'Orne nella regione della Normandia.

## Società

### Evoluzione demografica
Abitanti censiti